# Torre del Oro

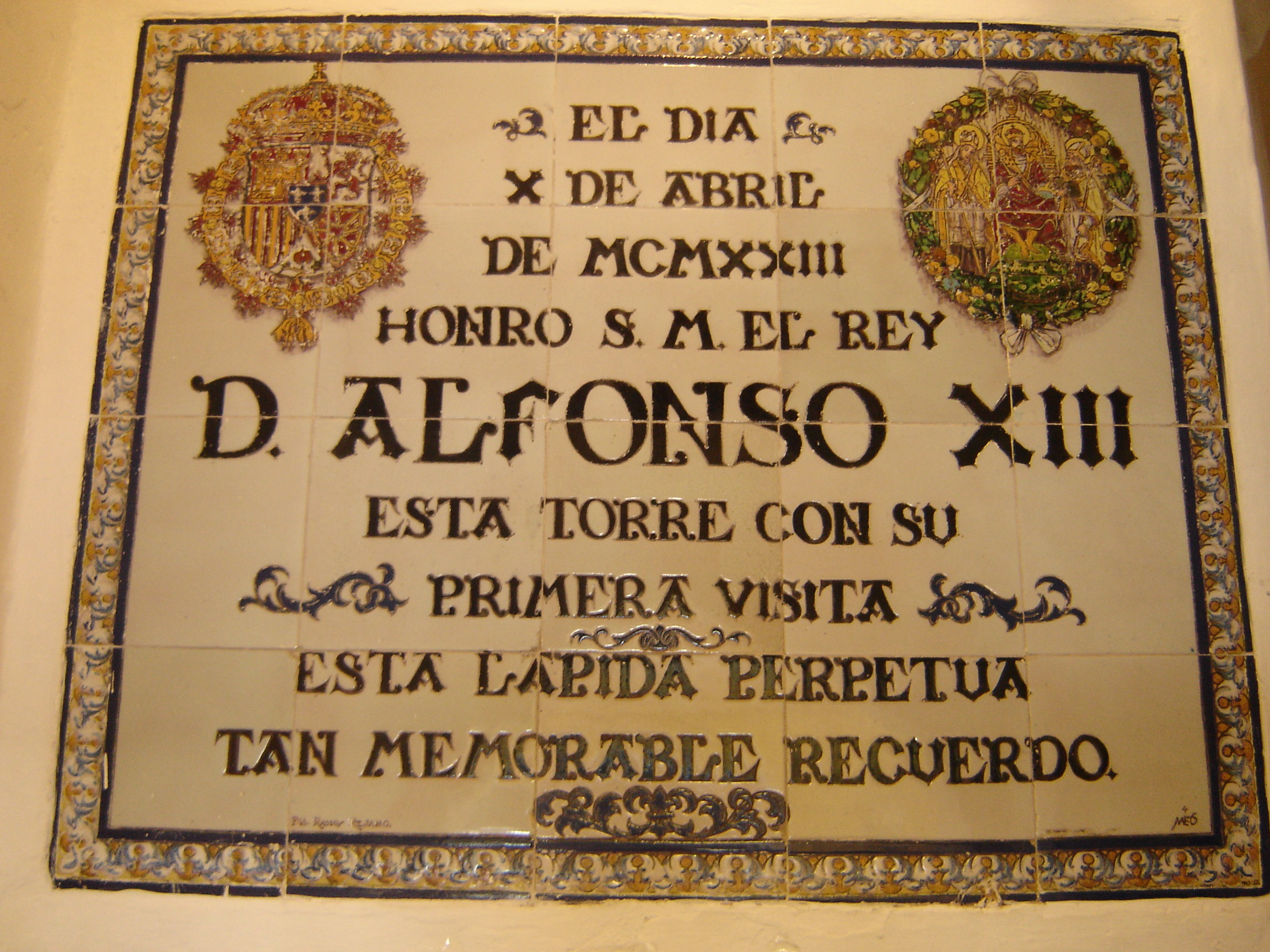
Làpida commemorant la visita del rei Alfons XIII

La Torre del Oro de Sevilla, és una torre militar albarrana (és a dir, separada de la resta de la muralla) que deu el seu nom al seu primitiu recobriment de rajoles amb reflexos daurats. Construïda en el primer terç del segle xiii per ordre del governador Abù l-Ulà, el seu nom és una traducció de l'àrab bury al-dahab, té dotze costats, i des del seu basament de carreus es tirava una forta cadena que creuava fins a l'altra riba del riu unint-se a altra torre que existia en aquest lloc, la Torre de la Fortalesa (una torre de menor importància) i així protegint l'entrada del port. Aquesta va ser la defensa que va haver de trencar l'esquadra castellana comandada per Ramón de Bonifaz abans de l'assalt de Ferran III de Castella, el 1248.
L'últim cos circular de la torre va ser afegit per Sebastián Van der Borcht el 1760. La torre va servir, a més de presó en l'edat mitjana, i de recinte segur per a guardar, de vegades, els metalls preciosos portats periòdicament per la flota d'Índies. Actualment és Museu Naval. Conté gravats, cartes marines, maquetes, instruments antics de navegar així com documents històrics. Traça una imatge de la història naval de Sevilla, de la importància del riu i de la petjada de marins il·lustres.
L'any 2005 es va realitzar la seva última restauració, retornant-li tota l'esplendor perduda per les inclemències del temps, el vandalisme i els vehicles de motor.

## Curiositats
- Va sofrir en diverses ocasions l'intent d'enderrocament per a diversos profits. La primera vegada va ser després del terratrèmol de Lisboa de 1755 al qual va sobreviure, quan al Marquès de Monte Real se li va ocórrer proposar la seva demolició, per tal d'eixamplar el passeig de cotxes de cavalls. Aquest projecte no va arribar a realitzar-se per l'oposició dels sevillans, que van denunciar-ho al rei que també va mitjançar.
- La segona vegada que va córrer perill va ser durant la Revolució de 1868, que es va posar a la venda per a aprofitar els seus materials, els sevillans s'hi van rebel·lar altra vegada.

## Galeria d'Imatges

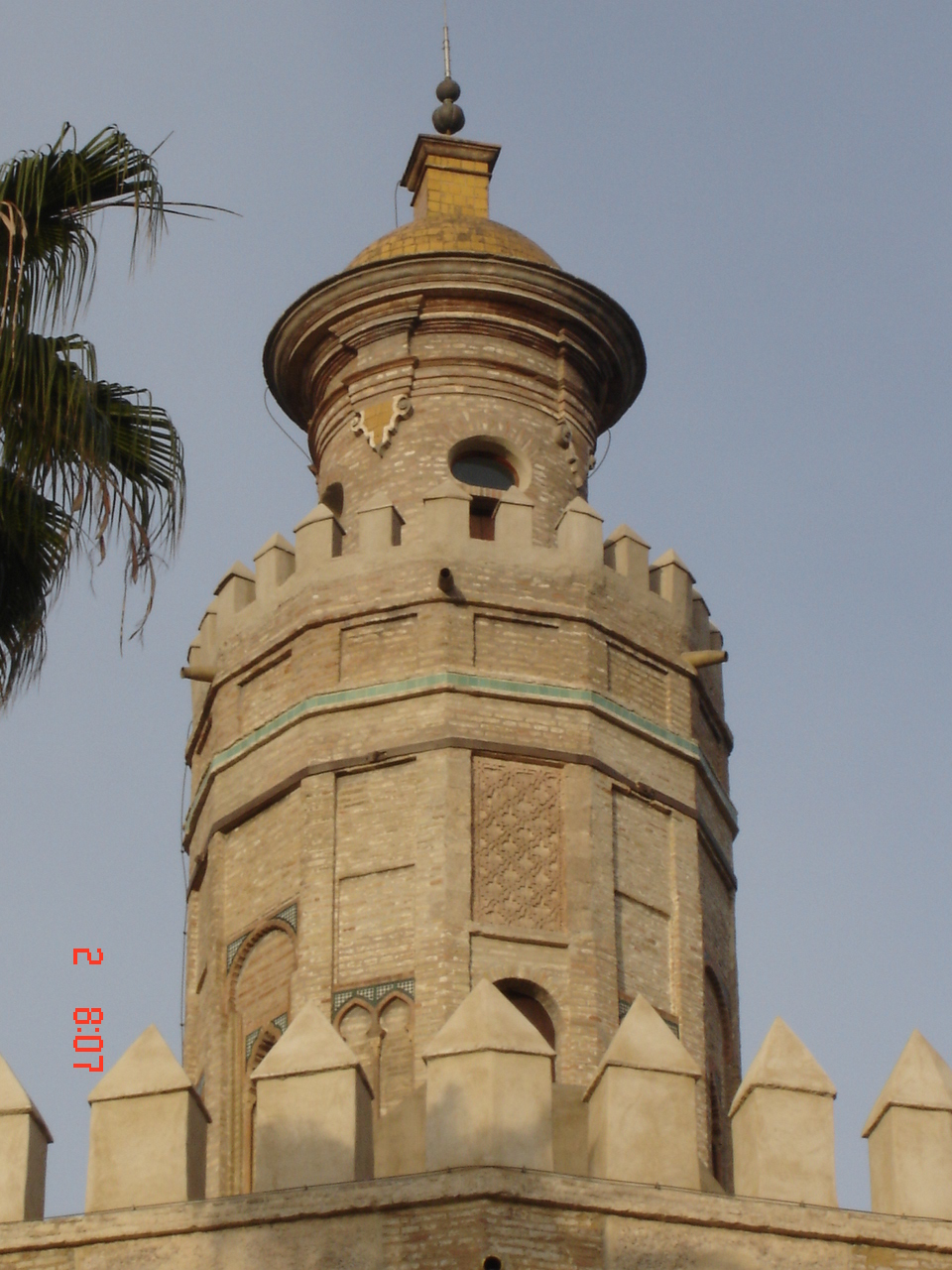
Cos superior
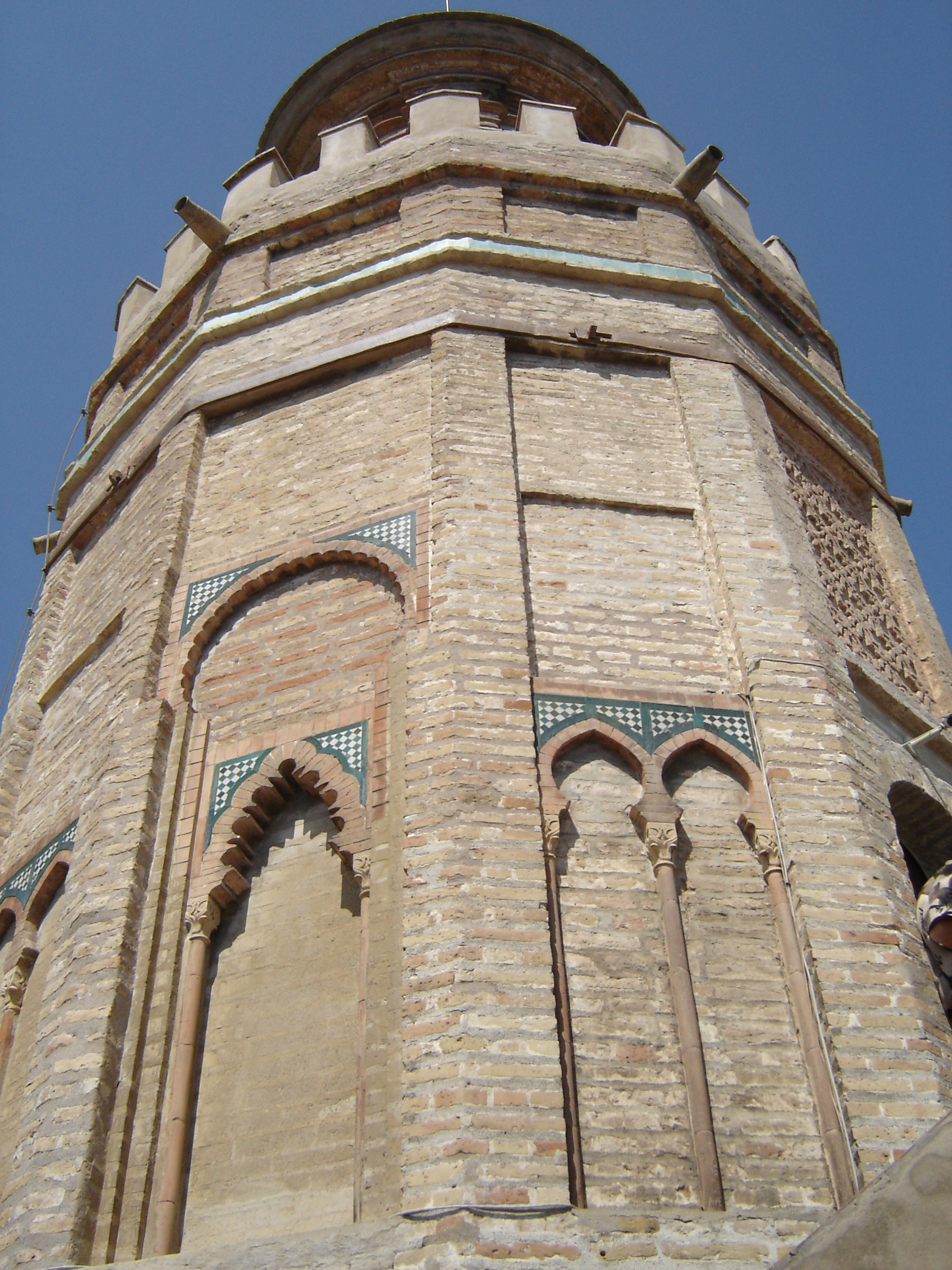
Detall del cos superior, des de la terrassa
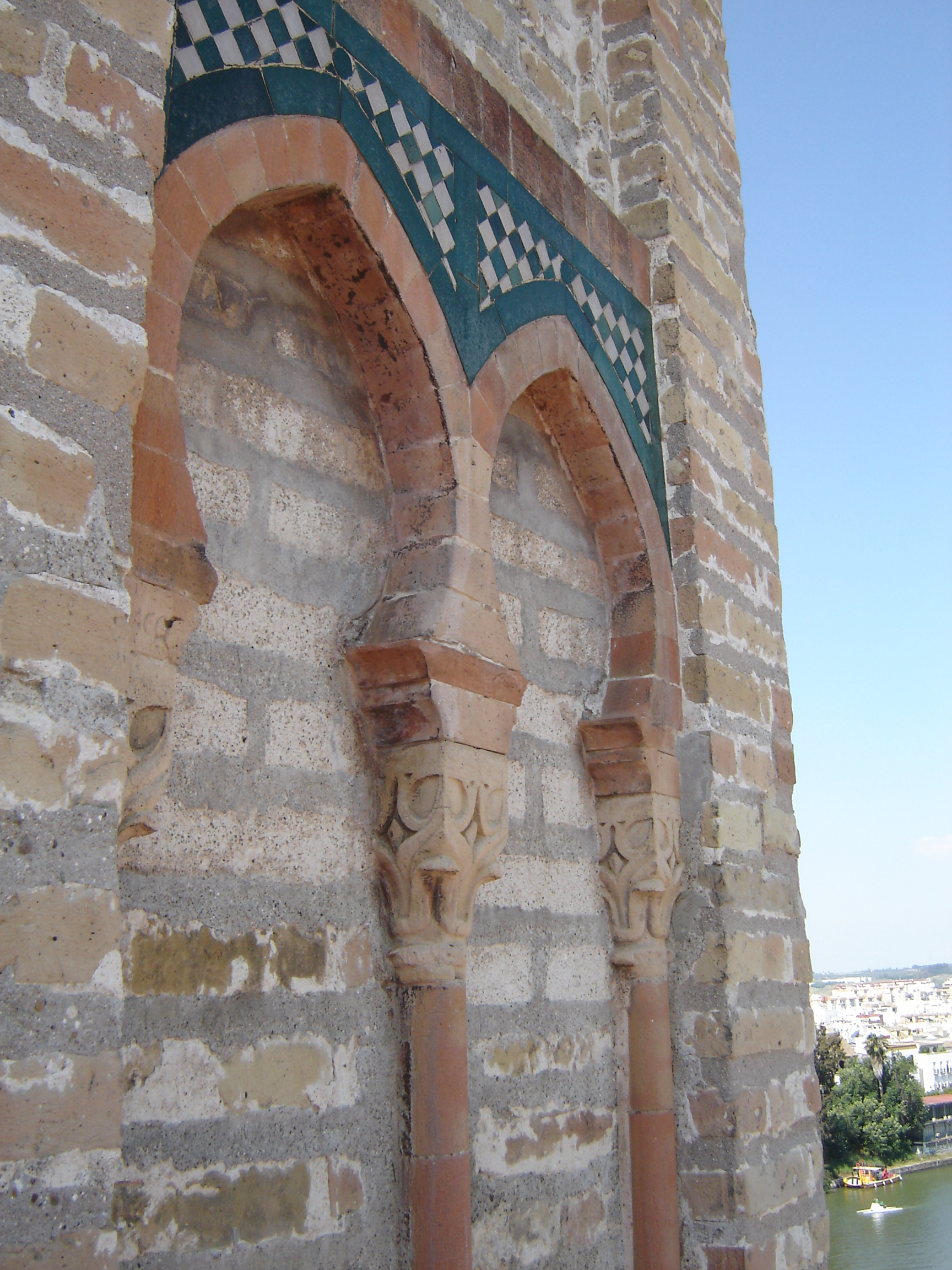
Detall del cos superior
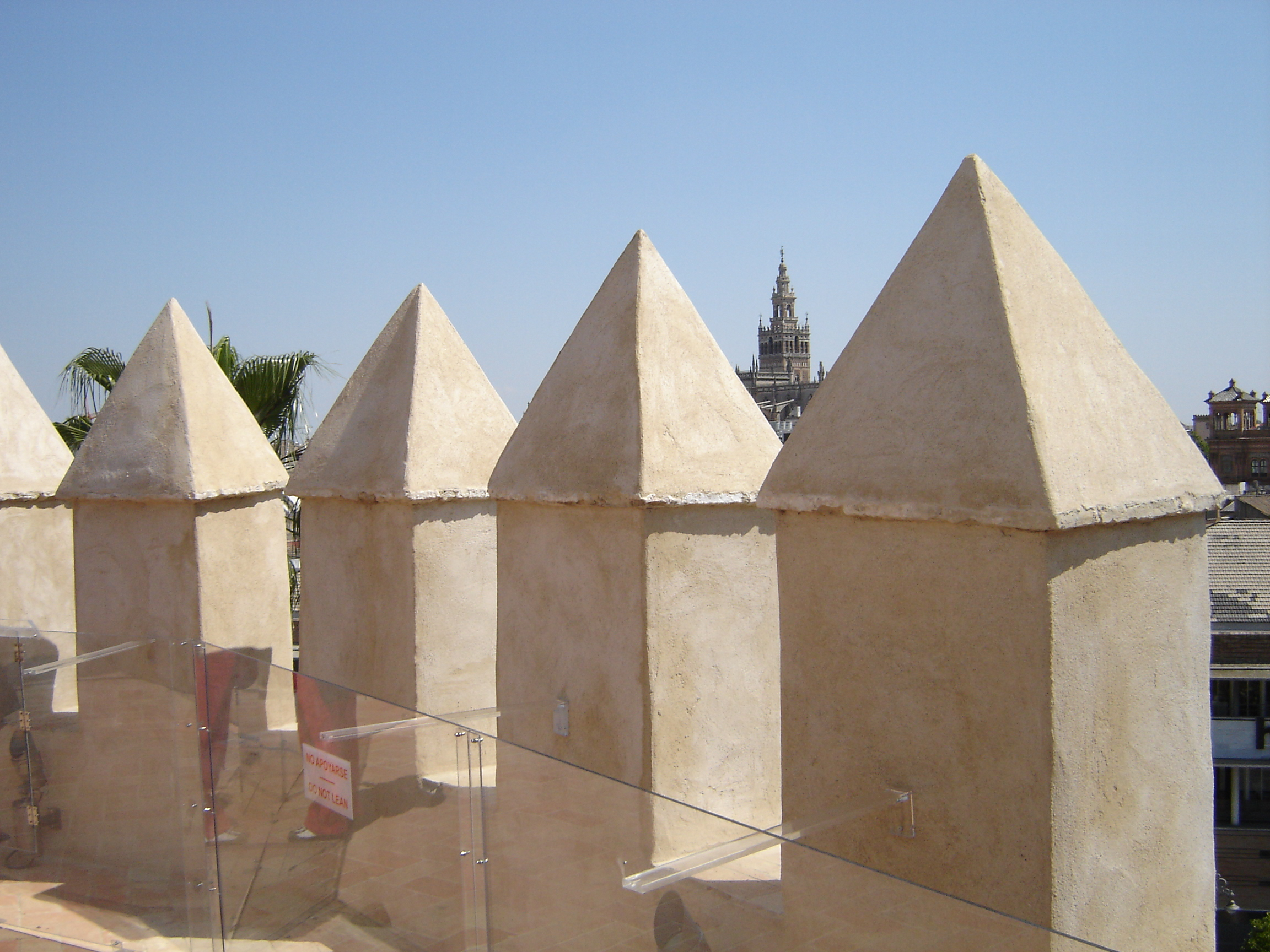
Almenes, des de la terrassa